# Michaelmas
Michaelmas (pronunciado en inglés: [ˈmɪkəlməs]) (o Fiesta de los Santos Miguel, Gabriel, Uriel y Rafael, Fiesta de los Arcángeles, o Fiesta de San Miguel y de todos los Ángeles) es una fiesta cristiana menor observada en el calendario litúrgico católico, anglicano, el luterano o de ciertas iglesias ortodoxas el 29 de septiembre, situándose cerca del equinoccio de otoño en el hemisferio norte, o el 8 de noviembre en las iglesias ortodoxas griega y rumana.